# Robert Todd Lincoln
Robert Todd Lincoln (1. august 1843 i Springfield, USA – 25. juli 1926) var en amerikansk advokat og USA's krigsminister fra 1881 til 1885. Han var den første søn af præsident Abraham Lincoln og Mary Todd Lincoln og den eneste af fire sønner, som levede til at blive voksen.